# Зофкова, Карлотта
Карло́тта Зо́фкова, полное имя — Карлотта Зофкова Коста́-де-Сен-Жени́-де-Борега́р (итал. Carlotta Zofkova; Carlotta Zofkova Costa de Saint Genix de Beauregard; 22 февраля 1993) — итальянская пловчиха. Бронзовый призёр чемпионата Европы на дистанции 100 метров на спине.

## Карьера
Карлотта — дочь французского графа Жана Коста-де-Сен-Жени-де-Борегара, который с 1990 по 1992 год имел отношения с матерью спортсменки Аленой Зофковой (чешского происхождения). После окончания отношений, прерванных в последние месяцы 1992 года, родители Карлотты не виделись и не общались в течение 23 лет. В 2015 году Жан Коста признал свою дочь своим законным потомком. Следовательно, Карлотта была связана с благородным титулом отца и добавила фамилию отца к материнской.
Пловчиха с внушительным и мощным телосложением.
Она может похвастаться двумя лучшими национальными титулами, а также серебром чемпионата Европы 2012 года в смешанной эстафете 4×100 м. В 2012 году она не претендовала на попадание в сборную Италии на Олимпийских играх в Лондоне.
В 2016 году на Олимпийских играх приняла старт в эстафетной гонке.
В августе 2018 года в Глазго она стала бронзовым призёром чемпионата Европы на 100-метровой дистанции на спине с результатом 59.61.

## Достижения
- Чемпионат Европы по водным видам спорта:

1. Дебрецен 2012: серебро  смешанная эстафета 4х100 комплексным плаванием;
2. Лондон 2016: серебро  смешанная эстафета 4х100 комплексным плаванием;
3. Глазго 2018: бронза  100 м спина.